# Sclerolaena muricata
Sclerolaena muricata är en amarantväxtart som först beskrevs av Horace Bénédict Alfred Moquin-Tandon, och fick sitt nu gällande namn av Karel Domin. Sclerolaena muricata ingår i släktet Sclerolaena och familjen amarantväxter. Arten förekommer tillfälligt i Sverige, men reproducerar sig inte.